# Augusta, Illinois
Augusta är en ort i Hancock County i delstaten Illinois, USA.